# Flugunfall bei Otay 1980
Der Flugunfall bei Otay 1980 ereignete sich am 23. August 1980, als eine Frachtmaschine des Typs Lockheed L-100-30 Hercules der Fluggesellschaft Transamerica Airlines bei dem kalifornischen Ort Otay in der Luft mit einem Fallschirmspringer zusammenstieß. An Bord der Maschine kam niemand zu Schaden, jedoch wurde der Fallschirmspringer durch den Zusammenstoß getötet.

## Maschine, Besatzung und Flugzweck
Bei der verunglückten Maschine handelte es sich um eine Lockheed L-100-30 Hercules mit der Werknummer 4208, die im Jahr 1967 im Werk von Lockheed endmontiert wurde. Die Auslieferung an den Erstkunden Alaska Airlines erfolgte am 22. März 1967, die Maschine erhielt das Luftfahrzeugkennzeichen N9227R. Im Juni 1972 übernahm die Alaska International Air die Maschine, ab Januar 1973 gehörte die Lockheed zur Flotte der Saturn Airways, bei welcher sie in diesem Zuge ihr neues Kennzeichen N18ST erhielt. Mit der Übernahme der Fluggesellschaft durch die Trans International Airlines ging die Lockheed im Dezember 1975 in die Flotte der neuen Eigentümerin über. Als die Fluggesellschaft in Transamerica Airlines umfirmiert wurde, ging die Maschine im Oktober 1979 unter dem neuen Betreibernamen in Betrieb. Das viermotorige Transportflugzeug war mit vier Turboprop-Triebwerken des Typs Allison 501-D22A ausgestattet. Es handelte sich um die zivile Variante des Militärtransportflugzeugs Lockheed C-130 Hercules. 
An Bord der Lockheed befand sich zum Unfallzeitpunkt lediglich eine vierköpfige Besatzung. Der Flug wurde im Auftrag der United States Navy durchgeführt, auf ihm wurde Fracht befördert.

## Unfallhergang
An dem Tag war eine einmotorige Cessna 180 mit einem Piloten und drei Fallschirmspringern vom Borderland Air Sports Center gestartet. Die Fallschirmspringer sprangen aus einer Höhe von 7.500 Fuß ab. Nach dem Absprung, in einer Höhe von 5.000 Fuß, kollidierte der 24-jährige Fallschirmspringer John P. Nichols mit der im Anflug auf San Diego befindlichen Hercules. Der Springer wurde vom Leitwerk der Maschine getroffen und stürzte zu Boden. Das Flugzeug wurde bei dem Zusammenstoß nur leicht beschädigt, der Springer starb.

## Ursache
Die Federal Aviation Administration untersuchte den Zwischenfall. Ein Ermittler bezeichnete den Zwischenfall als äußerst ungewöhnlich und gab an, noch nie von einem vergleichbaren Zwischenfall gehört zu haben. Nach seiner Ansicht war der Unfall derart ungewöhnlich, dass es praktisch unmöglich sei, ein solches Ereignis gezielt zu wiederholen, würde man das versuchen wollen. 
Es wurde festgestellt, dass der Pilot der Cessna die Flugsicherung nicht über Fallschirmsprungaktivität informiert hatte, obwohl er sich im Funkkontakt mit der Flugsicherung in San Diego befunden hatte. Der Fallschirm des Springers war zum Zeitpunkt des Zusammenstoßes nicht aktiviert, die Ermittler waren der Ansicht, dass die Besatzung der Lockheed den Springer gesehen und ihm womöglich rechtzeitig hätte ausweichen können, wäre der Fallschirm geöffnet gewesen.

## Verbleib der Maschine
Die Lockheed war bei dem Zwischenfall nur geringfügig beschädigt worden, wurde repariert und ging wieder in Betrieb. Nach der Insolvenz der Fluggesellschaft im Jahr 1986 erwarb die Southern Air Transport die Maschine ein Jahr darauf gemeinsam mit elf weiteren Lockheed L-100 aus der Konkursmasse. Die Maschine wurde zum 1. Oktober 1987 mit dem neuen Kennzeichen N918SJ zugelassen. Sie blieb mehr als 20 Jahre bei der Fluggesellschaft in Betrieb und wurde anschließend an die Transafrik veräußert, bei der sie im August 1998 als S9-CAY in Betrieb ging. Seit November 2004 ist die Maschine mit dem Kennzeichen ZS-ORA bei der flySafair in Betrieb.